# Gerardo Fregossi
Gerardo Daniel Fregossi Álvarez (Mercedes, 24 de marzo de 1963) es un militar retirado uruguayo, que sirvió como Comandante en jefe del Ejército Nacional de Uruguay desde el 4 de marzo de 2020 hasta el 31 de enero de 2023.

## Biografía

### Primeros años
Nació el 24 de marzo de 1963 en Mercedes, Departamento de Soriano; tiene tres hermanos. Asistió a la Escuela N° 24 de su ciudad natal, donde cursó sus estudios primarios. Para sus estudios secundarios asistió al Liceo Nro. 1 "José María Campos" y al Liceo Militar “33 Orientales” N° 5 en Colonia del Sacramento.

### Formación
Ingresó a la Escuela Militar en 1979, y se graduó de la misma como Alférez del Arma de Infantería el 21 de diciembre de 1982. Asimismo, realizó el curso de Oficial de Estado Mayor y de Metodología para la Investigación en Ciencias Militares en el Instituto Militar de Estudios Superiores (IMES), así como el Comando y Estado Mayor en el Instituto del Hemisferio Occidental para la Cooperación en Seguridad.

## Carrera
Durante su carrera como Oficial del Ejército se desempeñó como jefe de sección en el Batallón «Gral. Leando Gómez» de Infantería Mecanizada Nº 8 en el Departamento de Paysandú, como oficial instructor de cadetes en la Escuela Militar, y como Comandante de Compañía de Fusileros Mecanizada.
Ha participado de tres misiones de pazː desplegado como Staff Officer en Mozambique de 1993 a 1994, y en la República Democrática del Congo de 2004 a 2005. Entre febrero de 2010 y abril de 2011, con el cargo de Coronel, ocupó el cargo de Jefe del Batallón «Uruguay IV», también en la República Democrática del Congo.
El 13 de abril de 2011 tomó posesión como director del Liceo Militar General Artigas, ocupando el cargo hasta el 24 de septiembre de 2013.
El 1 de febrero de 2015 ascendió al grado de General. Entre ese año y 2016 sirvió como director de la Escuela Militar. Posteriormente, entre 2017 y 2018, como comandante del Comando de Apoyo Logístico del Ejército (CALE). El 4 de febrero de 2019, sucediendo a General Héctor Tabárez, quien había desempeñado el cargo desde 2016, Fregossi asumió como comandante de la División de Ejército II, que abarca los departamentos de Colonia, Durazno, Flores, Florida, San José y Soriano. Fue sucedido por el General Hugo Rebollo el 4 de febrero de 2020.
En octubre de 2019 fue nombrado jefe de misión de las Fuerzas Armadas, agregado de defensa y militar ante el Gobierno de los Estados Unidos, jefe de la delegación uruguaya ante la Junta Interamericana de Defensa y como asesor de la Representación Permanente de Uruguay ante la Organización de los Estados Americanos, por el período de un año.
El 22 de enero de 2020, el presidente Luis Lacalle Pou lo nombró Comandante en Jefe del Ejército Nacional. Asumió el cargo el 4 de marzo de 2020, en sucesión del General Claudio Feola. El 31 de febrero de 2023 pasó a retiro obligatorio, siendo sucedido por Mario Stevenazzi, quien tomó posesión del puesto con fecha del 1 de febrero.